# Middelburg (Mpumalanga)
Middelburg ist eine Stadt in der südafrikanischen Provinz Mpumalanga. Sie liegt in der Gemeinde Steve Tshwete im Distrikt Nkangala.

## Geographie
2011 hatte Middelburg 87.348 Einwohner. Middelburg ist Verwaltungssitz des Distrikts und der Gemeinde. Die früheren Townships sind Mhluzi, Nasareth und Eastdene. Die Stadt liegt am Klein Olifants River, einem Nebenfluss des Lepelle. Rund 25 Kilometer westlich liegt die Stadt eMalahleni, in der es Kohlebergbau gibt.

## Geschichte
Middelburg wurde 1864 von Voortrekkern auf dem Gebiet der Farm Sterkfontein als Nasareth gegründet, deutsch: Wurzel des trockenen Landes. 1872 wurde der Name in Middelburg (deutsch: Mittelburg) geändert, um die Lage zwischen Pretoria und der Goldminenstadt Lydenburg (heute: Mashishing) zu beschreiben. 1890 wurde eine niederländisch-reformierte Kirche gebaut, Witkerk genannt. Im Zweiten Burenkrieg errichteten britische Truppen in der Stadt ein Konzentrationslager. 1381 burische Frauen und Kinder starben hier. Neben ihren Gräbern wurde das Memorial Museum gebaut.
Das Stahlwerk Columbus Stainless zog in den 1950er bis 1970er Jahren viele Arbeitskräfte aus dem Vereinigten Königreich und anderen europäischen Staaten an. Mhluzi war bis zum Ende der Apartheid den Schwarzen, Nasareth den Coloureds und Eastdene den Indischstämmigen vorbehalten.

## Wirtschaft und Verkehr
Größtes Unternehmen ist Columbus Stainless. Die zur Stahlerzeugung benötigte Kohle wird aus eMalahleni bezogen. Daneben werden rund um Middelburg zahlreiche landwirtschaftliche Produkte angebaut.
In Middelburg gibt es ein öffentliches und ein privates Krankenhaus.
Etwas südlich von Middelburg verläuft in West-Ost-Richtung die N4, die Teil des Trans-Kalahari-Highway ist. Die N11 führt in Nord-Süd-Richtung durch Middelburg und kreuzt die N4 südwestlich der Stadt. Middelburg liegt an der Bahnstrecke Pretoria–Maputo, die auch im Personenverkehr bedient wird. Der Regionalflughafen hat den ICAO-Code FAMB.

## Töchter und Söhne der Gemeinde
- Esther Mahlangu (* 1935), Malerin der Ndebele-Ethnie
- Jaco Van Gass (* 1986), britisch-südafrikanischer Behindertenradsportler

## Bilder

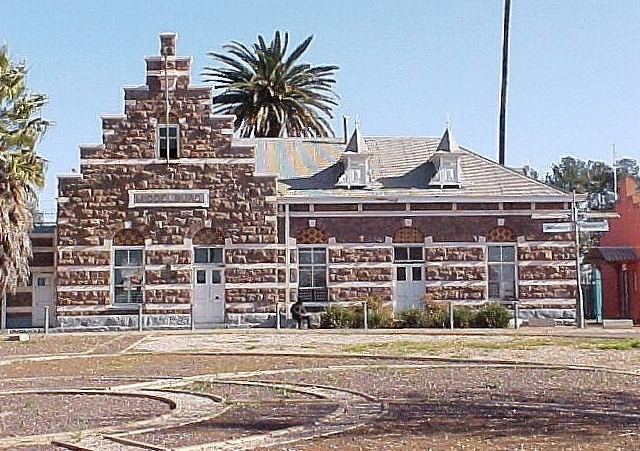
Bahnhof Middelburg
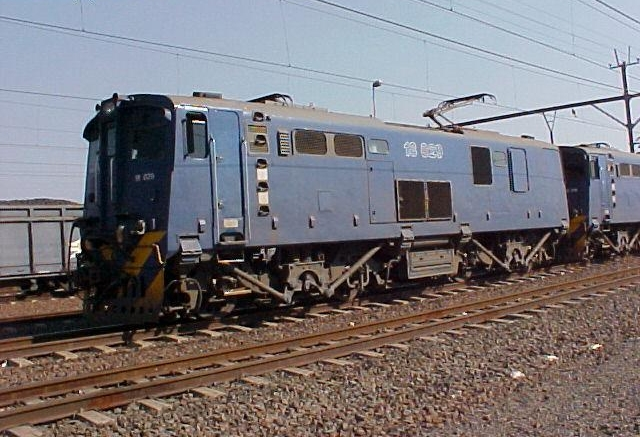
Elektrolokomotive SAR-Klasse 18E Series 1 in Middelburg
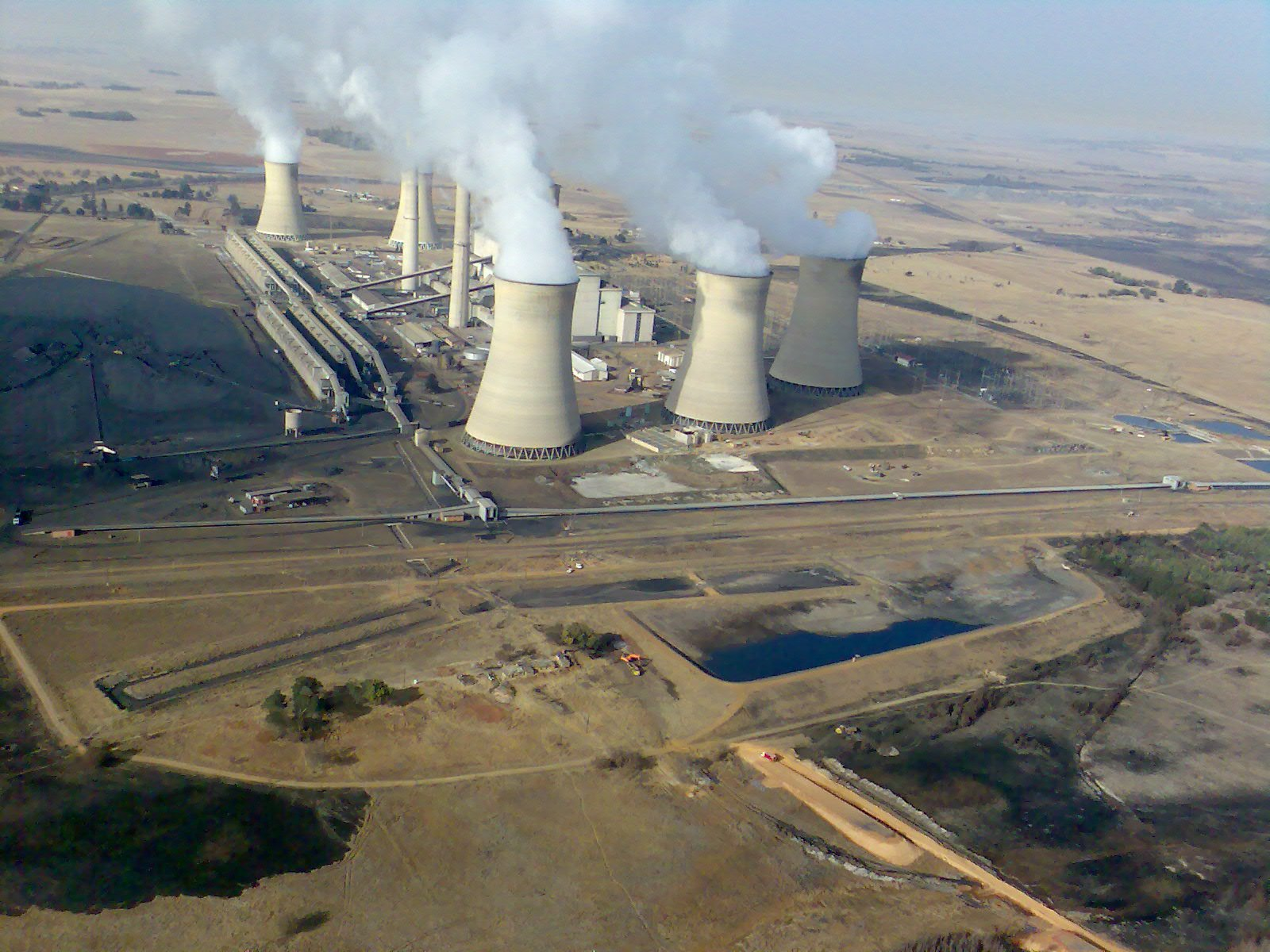
Kohlekraftwerk Arnot bei Middelburg
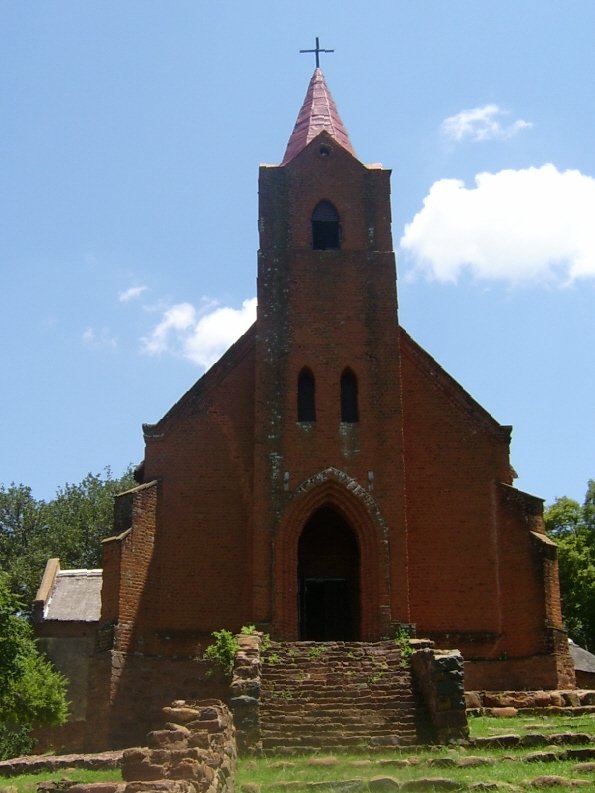
Botshabelo-Kirche nordwestlich von Middelburg
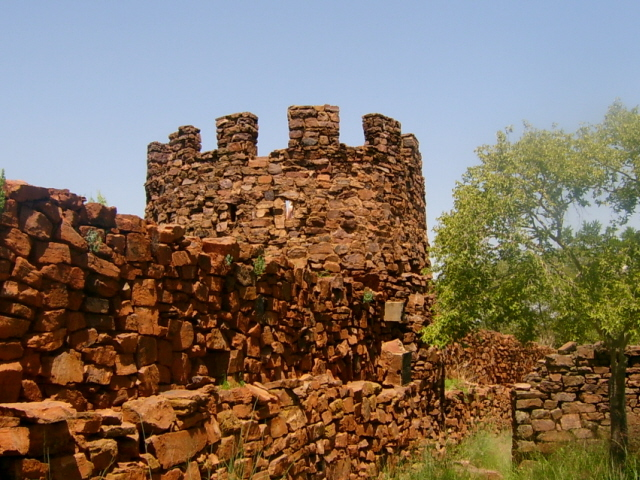
Fort Merensky in Middelburg

## Sehenswürdigkeiten
- Das Memorial Museum erinnert an den Zweiten Burenkrieg.
- Nordwestlich von Middelburg liegt das Museumsdorf Botshabelo, in dem die Kultur der Ndebele dargestellt wird.